# Zwart bootsmannetje
Het zwart bootsmannetje (Notonecta obliqua) is een wants uit de familie van de Notonectidae (Bootsmannetjes). De soort werd het eerst wetenschappelijk beschreven door Carl Peter Thunberg in 1787.

## Uiterlijk
De redelijk slank gevormde wants heeft, als volwassen dier, altijd volledige vleugels en kan 14 tot 16.5 mm lang worden. De voorvleugels zijn fluweelachtig zwart met een duidelijke dikke lengtestreep aan het begin van de vleugels (op de clavus) en een tweede streep op vleugels in de buurt van het corium. Het scutellum is zwart en de zijrand van het het scutellum is langer dan de middenspleet in het driehoekige gebied rond het scutellum, de clavus. Het halsschild heeft aan de voorkant afgeronde hoeken.

## Leefwijze
De soort leeft bij voorkeur in halfbeschaduwde, enigszins zure wateren met dichte plantengroei. De wants doorstaat de winter als volgroeid dier en is één enkele generatie per jaar.

## Leefgebied
De soort is vrij algemeen in het oosten en midden van Nederland en komt verder voor in Europa.